# 西野さゆき
西野 さゆき （にしの さゆき）は、日本の元ストリッパー。1990年代後半から2000年代前半にかけてはタレント、AV女優としても活動。元道頓堀劇場所属。
旧芸名（別名）：桃井マキ、藤崎奈美、後藤ゆみこ、西野沙雪他。
「1980年7月26日」生まれの「東京都」出身（AV関係他）または「1981年9月26日」生まれの岡山県」出身（Beppin-School他）とするプロフィールがある。
T163/B87(E)/W57/H86（AVデビュー時）、血液型：A型。

## 略歴
1998年頃より「桃井マキ」の芸名で芸能活動を行う。フジテレビのA女E女では催眠術師松岡圭祐に操られる催眠ガールズのひとりとして釈由美子、AV女優の椎名みお等と共演している。KBS京都で放送されていた深夜番組『世紀末TV 倫理の谷間』では進行役を、後継番組の『世紀末TV 倫理の谷間2』ではリポーターを務めた。TBSの『王様のブランチ』や深夜番組『アイドル刑事』、サスペンスもののテレビドラマ、エロティックなオリジナルビデオなどにも出演していた。
2000年、クリーム4月号で「西野さゆき」として再デビュー。以後2002年頃にかけて「お菓子系」と呼ばれるブルセラ雑誌を中心にグラビア活動を行った。2001年2月には「後藤ゆみこ」の変名でヘアヌード写真集『Eye's 2 パリのデジャヴ』が、2002年2月には「西野さゆき」名義での『さゆき』が刊行された。
セカンド写真集と同時期の2002年1月にはメディアステーションの「PIX」レーベルより『アイリス』でAVデビュー。同年11月にかけて、メディアステーションでは4作、九鬼では2作のAVに出演し、以後も複数のアダルト系オリジナルビデオに出演した。
2000年から2001年には「藤崎奈美」の名前で新宿TSミュージックを拠点にストリッパーとしても活動。AVデビュー後の2002年5月には「西野さゆき」として札幌道頓堀劇場より再デビューした。2009年5月21日、自身のブログで引退を表明。その後、公式ブログも閉鎖された。
西野沙雪名義での活動もあったと言われる。初期のプロフィールでは雑誌「フィギュア王」でのコラム執筆や、『真夜中の秘めごと』というシングルを発売してもいる。

## 作品

### アダルトビデオ（オリジナル作品）
西野さゆき名義
- アイリス （2002年1月22日（レンタル）／2002年2月23日（セル）、PIX）
- GO FOR HEAVEN! （2002年2月24日（レンタル）／2002年3月23日（セル）、宇宙企画）
- コスプレ姫 （2002年3月26日（レンタル）／2002年4月27日（セル）、宇宙企画）
- 淫獣飼育 （2002年5月12日（レンタル）／2002年8月24日（セル）、宇宙企画）
- 性体実験 （2002年10月25日、VINL）
- トーキョーシンデレラ 魅せられて… （2002年11月22日、VINL）

### アダルトビデオ（主な編集作品）
西野さゆき名義
- 宇宙企画Memorial 西野さゆき （2005年6月10日、宇宙企画） PIX〜宇宙企画の4作品収録

### イメージビデオ
西野さゆき名義
- 部屋（ウチ）へおいでよ。 （美少女EROS恋写館109） （2002年1月、バウハウス）
- SERA-BURU Vol. 1 西野さゆき （2002年_月、solaris ）

### オリジナルビデオ
桃井マキ名義
- セールスレディ 肉体訪問販売 （1998年7月22日、TMC） 主演：優木里緒奈
- 新任女刑務官 檻の中の花芯（めしべ） （1998年11月21日、TMC） 主演：藤崎彩花
- 催眠エクスタシー A女やE女たちの素顔 （1999年8月23日、MidNight （TMC））

西野さゆき名義
- 魔界昇天 淫殺鬼たちの報復 （2003年10月22日、Taboo7 （JUNK））
- SEX個人レッスン 後ろから前から （2004年6月4日、レジェンド・ピクチャーズ）
- 爆裂スロッター・一撃帝王伝 伝説の攻略プロ （2004年5月2日、ネクスタシー）
- 出張派遣メイド 禁断の奉仕 （2005年8月4日、ネオ リップス）

### テレビ（バラエティ）
桃井マキ名義
- A女E女催眠ガールズ （フジテレビ）
- 世紀末TV 倫理の谷間 （KBS京都）
  - 世紀末TV 倫理の谷間2
- 王様のブランチ （TBS）
- アイドル刑事 （TBS）

### テレビ（ドラマ）
桃井マキ名義
- 土曜ワイド劇場 元祖! 混浴露天風呂連続殺人 みちのく津軽の秘湯に消えた女 （1998年11月21日、ABC）

## 書籍

### 写真集
西野沙雪名義
- コスチュームポーズ集〈6〉ロックバンド篇 （1999年12月26日発行、撮影：スタジオ・ハード、銀河出版）

後藤ゆみこ名義
- Eye's 2 バリのデジャヴ （2001年2月1日発行、撮影：谷口征、彩文館出版）

西野さゆき名義
- さゆき （2002年2月25日発行、撮影：中村誠作、メディアックス）
- ザ・ストリップ~華麗なる裸の文化史 （2008年 2/1号）